# Bloedbad in Port Arthur op 28 april 1996
Het bloedbad van Port Arthur is een schietpartij die plaatsvond in de Australische plaats Port Arthur op 28 april 1996. Bij de aanslag werden 35 personen gedood en raakten 23 mensen gewond door toedoen van de destijds 28-jarige Martin Bryant. Het was de grootste moordpartij in de geschiedenis van Australië.
De zwakbegaafde dader groeide op in de voorstad van de Tasmaanse hoofdstad Hobart. In de ochtend van 28 april vermoordde hij de twee eigenaren van een huis dat zijn vader wilde kopen. Vervolgens vervolgde hij zijn weg naar het oudste deel van Port Arthur dat altijd drukbezocht werd door toeristen. Nadat hij gericht op cafébezoekers had gevuurd, schoot hij in het wilde weg vanaf een parkeerterrein en reed vervolgens naar een hotel. Hij baande zich een weg naar Port Arthur, waar hij nog meer mensen neerschoot. Talrijke getuigen dachten eerst dat het om een toeristische attractie ging. Vervolgens nam hij een gijzelaar die uiteindelijk ook gedood zou worden. Bryant vervolgde zijn weg naar het huis waar hij zijn moordpartij begonnen was. Onderweg vuurde hij op verschillende passerende auto's. Na een belegering van achttien uur gaf hij zich over aan de politie. Over zijn motieven heeft Bryant altijd gezwegen.
De Australische rechter veroordeelde Bryant tot een levenslange gevangenisstraf zonder de mogelijkheid van vrijlating. De regering van premier John Howard voerde een strengere wapenwetgeving in waardoor het minder makkelijk werd om een wapen te bemachtigen.